# Mercadotecnia visual
La mercadotecnia visual (en inglés visual marketing) es la disciplina que estudia la relación existente entre el objeto, el contexto en que este se inserta y su imagen. Se aplica principalmente a los sectores de la moda y del diseño y representa un punto de contacto interdisciplinar entre el comercio, los principios de la percepción visual y la psicología cognitiva. 

Elemento fundamental del mercadeo moderno, la mercadotecnia visual pone al centro de su estudio y análisis crítico la capacidad del objeto de ser el "protagonista" de la comunicación visual. El producto y su lenguaje visual resultan así inseparables y su fusión es el mensaje que llega al público, influenciando y determinando sus decisiones, en un mecanismo de comunicación persuasivo,  "... un objeto por tanto ya no es el resultado industrial que responde a una determinada necesidad, sino la síntesis entre su imagen, su función y las emociones que éste genera...". 

Frecuentemente se confunde con el “Visual Merchandising” que en cambio es su derivación.

## Historia
Esta visión del objeto halla sus raíces en la obra escrita por Susan Sontag, Notes on Camp, en la que la autora afirmaba, ya en los años 60, que el objeto no es interesante como tal, sino su representación, siendo ésta el resultado de una serie de reflexiones que ahondan en la historia del objeto mismo, en su simbología, su manifestación y percepción ante los ojos de quien lo observa.  A lo largo de su evolución histórica la mercadotecnia visual ha puesto de manifiesto el encubrimiento del objeto, el cual se aleja de su esencia como producto para convertirse en el protagonista del escenario, transformándose en una reproducción de sí mismo desde el momento mismo en que entra en el sistema mercado.  Sostiene Paolo Schianchi, uno de los teóricos italianos de la mercadotecnia visual: 

"... El objeto es: real, es lo que vemos; su apariencia, la materia que lo compone; ideal, su identidad arquetípica; comunicación, su relación con el gusto; forma y función, contenedor y contenido; emoción, la historia que evoca; hecho crítico, el lenguaje que lo consagra revelándolo; hecho industrial, resultado activo y productivo; imagen, lo que se hace y cómo se hace; anónimo, simplemente existencia..."

Todos estos elementos que pertenecen y definen a un objeto, en función del mercado y del consumidor de referencia, son los aspectos de estudio y aplicación que comprenden el campo de acción de la mercadotecnia visual.

Esta disciplina por tanto “... afecta diferentes etapas del diseño de un objeto: la creativa (sirve un objeto que responda a determinadas necesidades y que posea una forma determinada: neutra, redonda, puntiaguda, irregular, etc.), la comunicativa (en un período definido y en un área geográfica determinada, que puede transformarse y cambiar en otro sitio y otro momento) y por último, la expositiva (el objeto se encuentra al alcance de la mano mas en un contexto que lo encierra y protege como si se tratara de un insólito hallazgo industrial, cargado de emociones y funcionalidades, inalcanzable objeto entre el arte y el diseño)...”. 

Umberto Galimberti ha escrito  "... Pero también allí donde las posibilidades económicas no faltan, el deseo, ya codificado por la moda, no se refiere tanto a los objetos sino a los mitos con los que la moda los ha rodeado y muchas veces son éstos lo que resultan el objeto de consumo...".

Afirmación también sostenida por Gillo Dorfles en su libro "Il feticcio quotidiano" (el fetiche cotidiano) "... Por esto creo que se puede afirmar que hoy día podemos hablar de una nueva concepción ergonómica, no relacionada precisamente con la altura de un escritorio y con las características confortables de un relleno, sino más bien con el logro de la “imagen mito” que un objeto de diseño debe poseer si cumple realmente con la finalidad para la que fue creado...". 

El mito que rodea al objeto, hasta el punto de volverse parte integrante del mismo, es descodificado por esta disciplina mediante el estudio de los diferentes lenguajes visuales y verbales pertenecientes a los diferentes públicos objetivo.

La mercadotecnia visual abandona su interés en el público tradicional para centrarlo en el “...público objetivo, ya no clasificado por edad, sexo, nivel de instrucción u otro aspecto relacionado con el entorno social o de origen del individuo, sino más bien por el tipo de experiencia, sea ésta de carácter deportivo (amantes del golf o del fútbol), personal (catadores de vino o coleccionistas), cultural (amantes del arte o melómanos), etc. Estos grupos de personas manejan códigos visuales, verbales, sonoros, gestuales, olfativos y formales específicos, que utilizan para comunicarse... ”.  Las formas expresivas del público objetivo son la base de los nuevos sub-lenguajes, cuya descodificación permite crear los medios de comunicación específicos para dicho público.

Este enfoque casi antropológico cuenta entre sus inspiradores con Marc Augé, quien en su obra El tiempo en ruinas afirma “...en un mundo en el que la imagen es omnipresente, conviene que lo real se parezca a su imagen...”.  Los estudios realizados por Paolo Schianchi  han puesto en evidencia precisamente que la forma en que los diferentes públicos objetivo componen la imagen de la realidad se basa en códigos lingüísticos hechos de palabras, sonidos, imágenes, olores y formas, que al combinarse de forma diferente dan origen a diferentes sub-lenguajes. Si estos elementos expresivos se descodifican correctamente, se convierten en el medio para entrar en contacto con un determinado público objetivo y para vehicular dentro de este un mensaje.  Ello constituye un aspecto de la mercadotecnia visual que contribuye a elaborar campañas publicitarias dirigidas a capturar al usuario a través de sus emociones y de su representación de la realidad, empleando su mismo lenguaje expresivo.

Un principio cuyas raíces se encuentran en las obras de Vilém Flusser sobre la imagen y sobre cómo la tecnología ha cambiado nuestra percepción del mundo, en las que el autor afirma “... la ética, la ontología, la epistemología sarán eliminadas por las imágenes y ya no tendrá sentido preguntarse si son buenas o justas, originales o artificiales, verdaderas o falsas e inclusive su significado. Habrá que preguntarse simplemente, qué experiencia me ofrecen...”.  Con estas palabras el autor introduce el concepto de emoción expresiva, que es la base de los sub-lenguajes visuales y verbales que pertenecen a cada individuo desde el momento mismo en que entra a formar parte de un público objetivo. La mercadotecnia visual ha hecho suyos estos conceptos y para comunicar un producto a un determinado público descodifica sus lenguajes emocionales e individuales, ya que se ha demostrado que hoy día todos experimentamos “... una doble existencia, en la que cada uno es la representación de sí mismo, inseparable de la persona física, como el objeto y su imagen...”. .

Quien trabaja en mercadotecnia visual estudia este hecho, pasando del diseño del objeto a su puesta en escena y creando el mito que lo rodea. Las teorías sobre la mercadotecnia visual han sido desarrolladas por el estadounidense Michel Wedel.